# Parna raketa
Parna raketa tudi vročevodna raketa je vrsta termalne rakete, ki jo poganja para (voda). 

## Delovanje
Vodo se segreje do okrog 250-500 °C. Voda v potisni šobi (največkat de Lavalovi) ekspandira v paro in tako ustvarja potisk..
Preprostejši sistemi samo segrejejo vodo v posodi pod tlakom. Ta sistem je neučinkovit, ker se proivzede sorazmerno malo pare, v izpuhu je precej vode. 
Bolj sofisticirani sistemi uporabljajo jedrske reaktorje, izmenjevalnike toplote in črpalke. Specifični impulz je okrog 195 Isp, kar je precej manj kot pri kemičnih raketath, ki imajo impulz do 450 s. Pri jedrsko termalnih raketah je sicer reakcijska masa po navadi vodik.